# جمال جنيد
جمال جنيد (مواليد 9 ديسمبر 1949 في دمشق، سوريا) هو كاتب فلسطيني، وهو عضو اتحاد الكتاب الفلسطينيين واتحاد الكتاب العرب.

## دراسته
درس المرحلتين الابتدائية والثانوية في مدارس دمشق، ثم التحق بجامعة دمشق ليتخرج منها حاصلًا على إجازة جامعية في اللغة العربية عام 1974، ثم التحق بكلية التربية وحصل على دبلوم تأهيل تربوي عام 1978، وعلى دبلوم دراسات عليا في الإدارة والتوجيه التربوي من كلية التربية عام 1979، كما حصل على درجة الماجستير في التربية من جامعة دمشق.

## حياته المهنية
بدأ عمله مدرسًا في ثانويات مدينة دمشق، وفي السعودية. ترجمت روايته «الينابيع» إلى اللغة الروسية. ألّف مسلسل «مغامرات صيفية» عام 2001 من إخراج فراس دهني وبطولة عباس النوري وقاسم ملحو وزهير عبد الكريم.

## مؤلفاته
- «الينابيع» (رواية)، 1984[4]
- «القنفذ والضفدع» (قصة أطفال)، 1986
- «المبنى» (رواية)، 1987[5]
- «المخيم» (رواية)، 1988[6][7]
- «مغامرة صيفية» (رواية)، 1989
- «الملك داود والحجارة» (مجموعة قصصية) 1989[8]
- «مطار السرطان» (رواية)، 1990[9]
- «غابة الوطاويط» (رواية)، 1992[10]
- «توت شامي يا توت» (مجموعة قصصية)، 1998[11]
- «وردة في معتقل الخيام» (مجموعة قصصية)، 2001[12]
- «دمشق على صهوة جواد» (رواية)، 2019[13]

## جوائز وتكريمات
- مسابقة التلفزيون العربي السوري: الجولان في القلب، الجائزة الأولى، عن فيلم «الأمانة»[2]

## روابط خارجية
جمال جنيد على موقع قاعدة بيانات الأفلام العربية